# Фігейра-да-Фош
Фіге́йра-да-Фо́ш (порт. Figueira da Foz; МФА: [fi.ˈgɐj.ɾɐ dɐ ˈfoʃ]) — муніципалітет і місто в Португалії, в окрузі Коїмбра. Розташований у західній частині країни, на березі Атлантичного океану, на теренах історичної португальської провінції Бейра. Належить до Коїмбрської діоцезії Католицької церкви в Португалії. Права міського самоврядування має з 1771 року. Поділяється на 14 парафій. За адміністративним поділом, чинним до 1976 року, був складовою провінції Берегова Бейра. Площа муніципалітету — 379,05 км², населення муніципалітету — 62125 ос. (2011); густота населення — 163,9 осіб/км²
. Патрон — святий Юліан. Святковий день муніципалітету — 24 червня. Поштовий індекс — 3080/3090.  Код місцевої адміністративної одиниці — 0605. Складова статистичного регіону Центр.

## Географія
Фігейра-да-Фош розташована на заході Португалії, на заході округу Коїмбра.
Фігейра-да-Фош межує на півночі з муніципалітетом Кантаньєде, на сході — з муніципалітетами Монтемор-у-Велю і Соре, на півдні — з муніципалітетом Помбал, На заході омивається водами Атлантичного океану.

## Населення
| Кількість мешканців | Кількість мешканців | Кількість мешканців | Кількість мешканців | Кількість мешканців | Кількість мешканців | Кількість мешканців | Кількість мешканців | Кількість мешканців | Кількість мешканців | Кількість мешканців | Кількість мешканців | Кількість мешканців | Кількість мешканців | Кількість мешканців | Кількість мешканців |
| ------------------- | ------------------- | ------------------- | ------------------- | ------------------- | ------------------- | ------------------- | ------------------- | ------------------- | ------------------- | ------------------- | ------------------- | ------------------- | ------------------- | ------------------- | ------------------- |
| 1864                | 1878                | 1890                | 1900                | 1911                | 1920                | 1930                | 1940                | 1950                | 1960                | 1970                | 1981                | 1991                | 2001                | 2011                |                     |
| 32 953              | 35 071              | 39 857              | 43 032              | 46 044              | 44 775              | 49 590              | 52 792              | 56 862              | 57 631              | 53 099              | 58 559              | 61 555              | 62 601              | 62 125              |                     |